# ゆうきa.k.a.地球
YUKI a.k.a.EARTH、ゆうきa.k.a.地球（ゆうき- 、1987年1月17日-）は、福岡県北九州市出身のタレント・プロダンサー。福岡県大牟田市の『SPROUT DANCE STUDIO』プロデューサー。

## 来歴・人物
福岡県大牟田市を拠点にプロダンサー、タレントとして活動している。ダンサーとしては、BBOYING・HOUSE・HIPHOPをメインに踊り、様々なダンスジャンルを経験し、BOTYでは日本一にも輝いた。プロダンスリーグ『九州シーザーズ』にも所属。九州シーザーズではレギュラーメンバーとして活躍し、SHOW CASEでも高い人気を誇っている。2010年から大分トリニータのスタジアムＤＪとして活動しており、トリニータの国立競技場で行われたJ1昇格プレーオフのＭＣも務めた。

## 出演番組
- FMたんと「お昼どきTANTO」（金）

## ＣＭ
- 他ナレーション等多数

## バックアップダンサー・サポートダンサー
- 三代目J Soul Brothers
- BIGBANG
- RHYMESTER
- ダイノジ
- 初音ミク『別府トランスシティー』